# Június 14.
Június 14. az év 165. (szökőévben 166.) napja a Gergely-naptár szerint. Az évből még 200 nap van hátra.
Névnapok: Vazul + Elizeus, Estella, Hartvig, Herta, Sztella, Töhötöm, Valérián, Valér

## Események
- 1634 – Lengyelország és Oroszország megköti a szmolenszki háborút(wd) lezáró poljanovkai békét(wd), amelyben IV. Ulászló lengyel király lemondott az orosz cári trónról.[1]
- 1800 – A marengói csata: Bonaparte Napóleon tábornok, a Francia Köztársaság Első Konzulja csapataival szétveri Melas tábornok császári csapatait.
- 1809 – A győri csata: I. Napóleon császár francia csapatai visszavonulásra kényszerítik a rosszul irányított magyar nemesi felkelők (inszurgensek) csapatait.
- 1826 – Isztambuli janicsárlázadás leverése: a lázadókat lemészárolják, a túlélőket száműzik, a janicsár hadsereget felszámolják.
- 1866 – A porosz–osztrák háború kezdete.
- 1940 – A Harmadik Birodalom csapatai bevonulnak Párizsba.
- 1940 – Francisco Franco tábornok csapatai elfoglalják az addig nemzetközi irányítás alatt álló Tangert.
- 1944 – Az amerikai légierő bombázói légitámadást intéznek Kecskemét ellen. Elpusztítják a pályaudvaron veszteglő német olajszállító szerelvényeket. Megsemmisítenek több, a kecskeméti repülőtéren álló német Gigant szállítógépet. A tovább haladó kötelék ezután Budapest déli iparvidékét bombázza. Felgyújtják a csepeli szabadkikötő olajtartályait. Támadják a Weiss Manfréd acélműveket, de a bombák Csepel lakóházaira hullanak. Súlyos bombatámadás éri a Ferencvárosi rendezőpályaudvart is. A budapesti légitámadások 100 halálos áldozatot követelnek. Egy másik amerikai légi kötelék a pétfürdői ipartelepet bombázza. Újabb légicsapást mérnek az előző nap megbombázott szőnyi olajfinomítóra is.
- 1977 – Moszkva visszahívja katonai tanácsadóit Szomáliából.
- 1985 – Aláírják a schengeni egyezményt.
- 1995 – Samil Baszajev csecsen lázadó vezér 100 fegyveresével hatalmába keríti a bugyonnovszki kórházat, az ott tartózkodó polgári személyeket túszul ejti.
- 2001 – Csurgó légterében lezuhan egy Cessna 210 kisrepülőgép, fedélzetén a Synergon Rt. vezető munkatársaival. Négyen életüket vesztik.
- 2017 – Kigyullad egy toronyház Londonban. 72-en meghalnak.[2]

## Sportesemények
Formula–1
- 1964 –  belga nagydíj, Spa-Francorchamps - Győztes: Jim Clark  (Lotus Climax)
- 1992 –  kanadai nagydíj, Montreal - Győztes: Gerhard Berger  (McLaren Honda)

Labdarúgás
- 2022 – Férfi válogatott mérkőzés: Anglia és Magyarország között a Molineux Stadionban, Wolverhamptonban a 2022–2023-as UEFA Nemzetek Ligájának A ligájában

## Születések
- 1753 – Chudy József zeneszerző, karmester; az első magyar opera szerzője; († 1813)
- 1798 – František Palacký cseh író, történész, politikus († 1876)
- 1811 – Harriet Beecher Stowe amerikai írónő († 1896)
- 1822 – Péch Antal magyar bányamérnök, az MTA tagja. A Bányászati és Kohászati Lapok megalapítója, első kiadója és szerkesztője († 1895)
- 1856 –  Andrej Andrejevics Markov orosz matematikus, a Markov-lánc megfogalmazója  a valószínűségszámításban († 1922)
- 1858 – Dankó Pista magyar (cigány) hegedűművész, nótaszerző († 1903)
- 1864 – Alois Alzheimer német orvos, pszichiáter († 1915)
- 1868 – Karl Landsteiner osztrák biológus, orvos († 1943)
- 1872 – Szlepecz János, vendül: Janoš Slepec magyarországi szlovén római katolikus pap, újságíró és történetíró, aki alkotásait egyaránt írta muravidéki szlovén nyelvjárásban és magyarul († 1936)
- 1893 – Vay Miklós magyar földbirtokos, mezőgazdász, vállalkozó, országgyűlési képviselő († 1982)
- 1894 – Lázár Imre magyar gazdálkodó, kisgazda politikus, országgyűlési képviselő († ?)
- 1897 – Oskar Rudolf Kuehnel (Kühnel) magyar származású lengyel katonatiszt, a katyńi vérengzés áldozata. († 1940)
- 1903 – Alonzo Church amerikai matematikus, a Church–Turing-tézis és a Church-féle eldönthetetlenségi tétel egyik névadója, a lambda-kalkulus megalkotója († 1995)
- 1913 – Henry Banks amerikai autóversenyző († 1994)
- 1917 – Kónya Albert fizikus, az MTA tagja, 1956–1957-ben Magyarország oktatásügyi, illetve művelődésügyi minisztere († 1988)
- 1919 – Gene Barry amerikai színész († 2009)
- 1920 – Nizsinszkij-Márkus Tamara magyar színésznő, Márkus Emília színésznő unokája († 2017)
- 1922 – Kevin Roche ír származású amerikai Pritzker-díjas építész († 2019)
- 1924 – Kallus László magyar karikaturista, grafikus, újságíró († 1998)
- 1925 – Darvas Iván kétszeres Kossuth- és kétszeres Jászai Mari-díjas magyar színművész, a nemzet színésze († 2007)
- 1926 – Kollár Lajos építőmérnök, az MTA tagja († 2004)
- 1927 – Baranyi László Gobbi Hilda-díjas magyar színész
- 1928 – Ernesto (később „Che”) Guevara, forradalmár, gerilla-parancsnok († 1967)
- 1931 – Abody Béla József Attila-díjas magyar író, újságíró, humorista, műkritikus, színházigazgató († 1990)
- 1932 – Kiszely István magyar biológus, történész, antropológus († 2012)
- 1934 – Pénzes Bethen magyar zoológus († 2005)
- 1935 – Vetró Margit magyar színésznő
- 1940 – Laura Efrikian olasz TV-bemondónő, színésznő („Térdenállva jövök hozzád”), 1966-79 között Gianni Morandi felesége
- 1946 – Donald Trump amerikai üzletember, politikus, az USA 45. elnöke
- 1947 – Baló György magyar televíziós újságíró, a Magyar Televízió kulturális igazgatója († 2019)
- 1947 – Farkas György magyar építőmérnök, egyetemi tanár
- 1950 – Dóczi János magyar színész
- 1951 – Eszményi Viktória magyar énekesnő
- 1952 – Márta István magyar zeneszerző
- 1954 – Kemény Dénes magyar vízilabda mesteredző
- 1954 – Will Patton amerikai színész
- 1958 – Eric Heiden olimpiai bajnok amerikai gyorskorcsolyázó
- 1959 – Freund Tamás Széchenyi-díjas magyar neurobiológus, MTA elnöke
- 1961 – Boy George angol énekes-dalszerző (Culture Club)
- 1967 – Filippa Reinfeldt svéd politikus
- 1969 – Steffi Graf német teniszezőnő
- 1972 – Michael Cade amerikai színész
- 1975 – Cleo Mitilineou görög opera-énekesnő (szoprán), a budapesti Operaház tagja
- 1979 – Beszterczey Attila magyar színész
- 1981 – Chauncey Leopardi amerikai színész
- 1985 – Andy Soucek spanyol autóversenyző
- 1989 – Maranec Fruzsina magyar színésznő
- 1990 – Jeinkler Aguirre kubai műugró
- 1991 – Aljona Olehivna Szavranenko (Alyona Alyona), ukrán rapper, zeneszerző
- 1994 – Szatmári Csaba magyar labdarúgó
- 1996 – Gabe Vincent amerikai születésű nigériai-válogatott kosárlabdázó
- 1999 – Tassi Attila magyar autóversenyző

## Halálozások
- 1680 – Báthory Zsófia, II. Rákóczi György erdélyi fejedelem özvegye, I. Rákóczi Ferenc anyja, II. Rákóczi Ferenc nagyanyja (*  1629)
- 1837 – Giacomo Leopardi olasz költő és gondolkodó (* 1798)
- 1907 – Mechwart András gépészmérnök, feltaláló, géptervező, gyárfejlesztő, 1869-től a Ganz gyár vezérigazgatója (* 1834)
- 1936 – G. K. Chesterton angol író (* 1874)
- 1938 – William Wallace Campbell amerikai asztrofizikus (* 1862)
- 1944 – Róth Miksa iparművész, üvegfestő, mozaik-készítő (* 1865)
- 1966 – Gergely Sándor magyar író, újságíró (* 1896)
- 1976 – Anda Géza magyar származású svájci zongoraművész (* 1921)
- 1983 – Könczei Ádám erdélyi magyar néprajzkutató (* 1928)
- 1986 – Jorge Luis Borges argentin író (* 1899)
- 1995 – Bobby Grim amerikai autóversenyző (* 1924)
- 2023 – Szvoboda Bence magyar motokrosszversenyző (* 1992)

## Nemzeti ünnepek, emléknapok, világnapok
- Véradók Világnapja (Karl Landsteiner Fiziológiai és orvostudományi Nobel-díjas orvos, az emberi vércsoportok felfedezőjének születése évfordulóján)
- A Zászló Napja (Flag Day) az Egyesült Államokban 1777-től és a hadsereg születésnapja 1775-től